# ناروتو شيبودن: الطريق إلى النينجا (فلم)
فيلم ناروتو شيبودن: الطريق إلى النينجا (劇場版 NARUTO-ナルト- ロード・トゥ・ニンジャ) هو الفيلم التاسع لناروتو والسادس لناروتو شيبودن وهو من تأليف ماساشي كيشيموتو وبطولة أبطال مسلسل ناروتو وتوزيع شركة توهو المحدودة؛ وعُرض بدور العرض في 28 يوليو 2012.

## القصة
يبدأ الفيلم بتجمع فريق من كونوها على مقربة من مكان يجتمع فيه الأكاتسكي ويبدؤون بالتخطيط للهجوم عليهم بقيادة كاكاشي لكن ناروتو لا يستجيب للتعليمات ويندفع لمهاجمتهم فتدور معركة بين فريق كونوها ومجموعة الأكاتسكي التي يكون فيها أعضاء كان من المفترض أن يكونوا قد ماتوا لأن كونوها قضت عليهم سابقا لكنهم يظهرون وكأنهم أحياء وفي نهاية القتال السريع مع الأكاتسكي يمسك كاكزو برجل ناروتو فيأتي أحد أعضاء فريق كونوها ويقطع يد كاكزو فينسحب الأكاتسكي ويأخد فريق كونوها يد كاكزو إلى الهوكاغي السيدة تسونادي لإجراء فحص أنسجة عليها لأن كاكزو كان قد مات قبلا من قبل فريق كونوها فتعجبت كونوها من ظهوره حيا مع مجموعة الأكاتسكي تلك. وبينما كان ناروتو وساكورا يتمشيان في القرية ووصلا إلى المتنزه ظهرت ورقة تشبه ورقة المتفجرات على رجل ناروتو في المكان الذي أمسكه كاكزو ويظهر عندها مادارا فيهاجمه ناروتو وساكورا لكنه يختفي فجأة وبعدها تبدأ صفات زملاء ناروتو بالتغير فهيناتا تصبح جريئة جدًا وتريد قتل كل من تلمس ناروتو ونيجي ذو الشخصية الحازمة يصبح يتصرف بسخافة وشينو مربي الحشرات يصبح يكرهها وساسوكي الغائب عن القرية يعود وناروتو يبقى كما هو وكذلك ساكورا لكن ناروتو يصبح اسمه مينما وهكذا يناديه الناس وكذلك ساكورا تصبح ابنة البطلين اللذين أنقذا كونوها وتصبح صورة وجه والد ساكورا محفورة على الواجهة الحجرية مكان وجه الهوكاغي الرابع وتأتي هذه الأحداث لتقابل حالة ناروتو وساكورا قبل ظهور توبي فقد كان ناروتو بشتكي لإيروكا عن سبب أنه ليس لديه والدان ليطلبا من الهوكاغي أن يرقيه لرتبة نينجا أعلى وكذلك ساكورا كانت تتخاصم مع والديها فجاءت أحداث العالم الجديد الذي شكله توبي بما يوافق ما كان يتمناه ناروتو وساكورا ويكتشف ناروتو وساكورا أنهما قد تم نقلهما لبعد ٱخر ويذهب ناروتو وساكورا ليجدا مخطوطة القمر الأحمر ويهزمان توبي ويلغيان مهارته ويعودان إلى العالم الأصلي وتذهب ساكورا للاعتذار من والديها وناروتو يعتذر من إيروكا الذي يقيم له عيد ميلاد مفاجئ.

## طاقم التمثيل
| الشخصية                 | مؤدي الصوت الياباني |
| ----------------------- | ------------------- |
| ناروتو أوزوماكي / مينما | جونكو تاكيوتشي      |
| ساكورا هارونو           | تشي ناكامورا        |
| ميناتو ناميكازي         | توشيوكي موريكاوا    |
| كوشينا أوزوماكي         | إمي شينوهارا        |
| توبي                    | ناويا أوتشيدا       |
| هيناتا هيوغا            | نانا ميزوكي         |
| روك لي                  | يويشي ماسوكاوا      |
| نيجي هيوغا              | كويتشي توتشيكا      |
| تن تن                   | يوكاري تامورا       |
| كيبا إينوزوكا           | كوسكي توريومي       |
| شينو أبورامي            | شينجي كاوادا        |
| شيكامارو نارا           | شوتارو موريكوبو     |
| تشوجي أكيميتشي          | كينتارو إيتو        |
| إينو ياماناكا           | ريوكا يوزوكي        |
| جيرايا                  | هوتشو أوتسكا        |
| تسونادي سينجو           | ماساكو كاتسكي       |
| شيزوني                  | كيكو نيموتو         |
| ساسوكي أوتشيها          | نورياكي سوغياما     |
| ساي                     | ساتوشي هينو         |
| كاكاشي هاتاكي           | كازوهيكو إينوي      |
| مايت غاي                | ماساشي إبارا        |
| إيروكا أوميينو          | توشيهيكو سيكي       |
| تشوزا أكيميتشي          | نوبواكي فوكودا      |
| إينويتشي ياماناكا       | دايكي ناكامورا      |
| تسومي إنزوكا            | سيكو فوجيكي         |
| كيزاشي هارونو           | ياسونوري ماتسموتو   |
| ميبوكي هارونو           | كازوي إيكورا        |
| إيتاتشي أوتشيها         | هيديو إيشيكاوا      |
| كيسامي هوشيكاغي         | تومويوكي دان        |
| ديدرا                   | كاتسوهيكو كاواموتو  |
| هيدان                   | ماساكي تيراسوما     |
| كاكوزو                  | تاكايا هاشي         |
| زيتسو                   | نوبوؤو توبيتا       |
| غامابونتا               | هيروشي ناكا         |
| غاماريكي                | توشيهارو ساكوراي    |
| كوراما                  | تيشو غيندا          |

## وصلات خارجية
- الموقع الرسمي
- الموقع الرسمي
- مقالات تستعمل روابط فنية بلا صلة مع ويكي بيانات
- ناروتو شيبودن: الطريق إلى النينجا (فيلم) في شبكة أخبار الأنمي

لا توجد روابط لمواقع التواصل الاجتماعي.